# Edgar Buckingham
Edgar Buckingham, ameriški fizik in tloslovec (pedolog), * 7. julij, 1867, Filadelfija, ZDA, † 29. april 1940, Washington, D.C., ZDA

## Življenje
Buckingham je diplomiral iz fizike leta 1887 na Univerzi Harvard. Študiral je tudi na Univerzi v Strasbourgu in Univerzi v Leipzigu. Najprej je deloval kot strokovnjak za tla v Uradu za tla. Pozneje je bil v Narodnem uradu za standarde in tehnologijo (NIST). Delal je na področju tloslovja (pedologije), značilnosti plinov, akustike, mehanike tekočin in sevanja črnega telesa.

## Delo
Najprej je delal kot strokovnjak za tla. Ukvarjal se je z izgubo ogljikovega dioksida v tleh. Rezultati njegovih poskusov so potrdili, da plinska difuzija ni pomembno odvisna od zgradbe tal in količine vode v njej. V letu 1907 je pričel z delom v Narodnem uradu za standarde (NBS).
Leta 1914 je v članku podal izrek π, ki predstavlja temelj teorije podobnosti in razsežnostne analize.
1. 1 2  SNAC — 2010.